# 벽난로

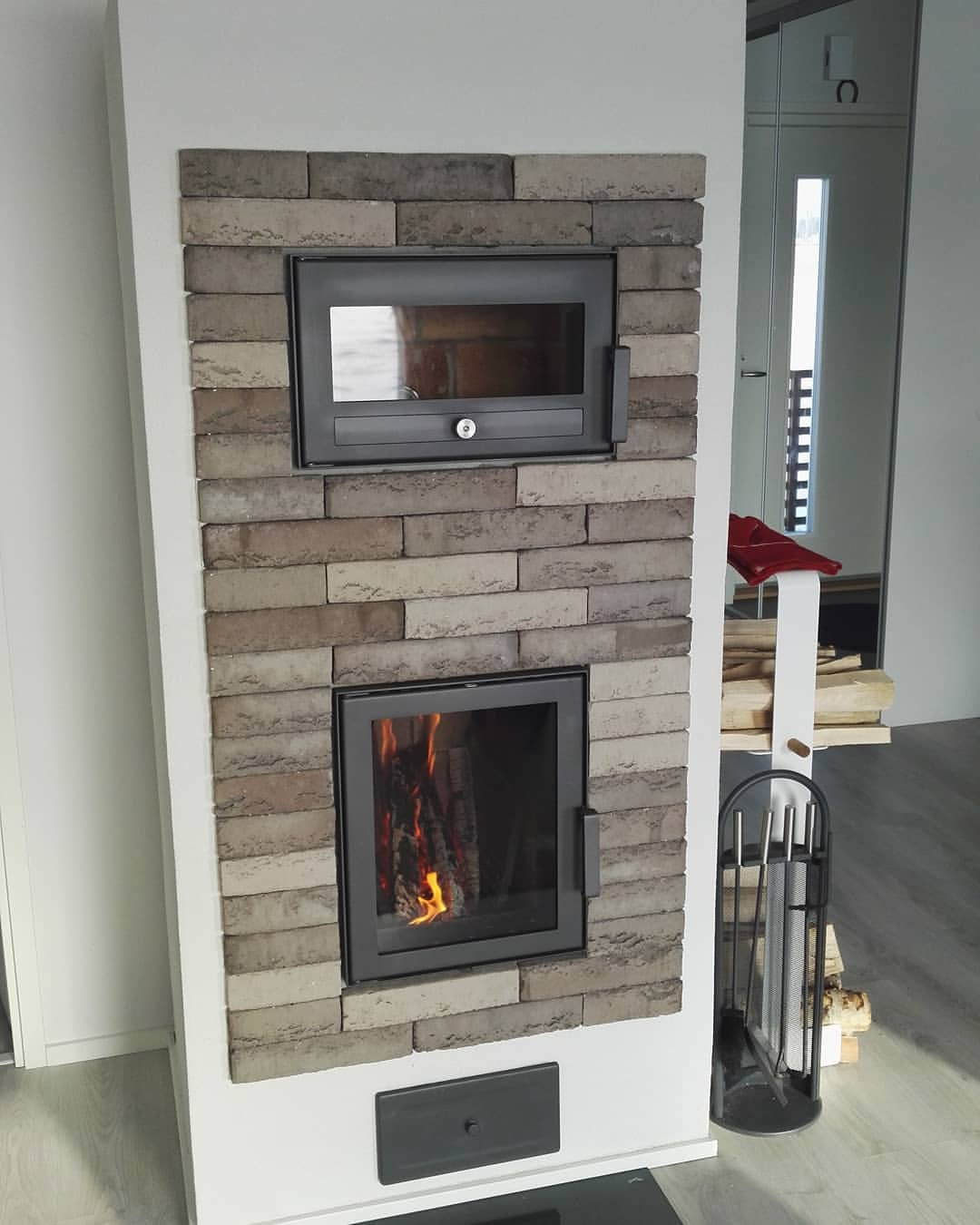
벽난로

벽난로(壁煖爐, 영어: Fireplace) 또는 화덕, 벽로(壁爐)는 난방이 목적인 건축 구조이며, 특히 역사적으로 요리를 하는 데에도 썼다. 아궁이를 벽에다 내고, 굴뚝은 벽 속으로 통하게 된 난로를 가리킨다. 
벽난로의 열효율은 가변적이다. 미국 환경보호국과 워싱턴 생태학부는 다양한 연구에 따라 벽난로는 건강에 상당한 위험을 초래할 수 있다고 경고한다. 미국 환경보호국(EPA)은 "연기가 좋은 향을 낼 수는 있으나 여러분에게는 좋지 않습니다."라고 기록하였다.

## 역사
고대의 화덕은 땅 안에, 동굴 안에, 오두막이나 거주지의 중심부에 지어지곤 했다. 선사시대의 증거로 인간이 만든 불이 모든 5곳의 거주 대륙 지역들에 존재한다. 초기의 실내 화덕의 단점은 거주 공간에 독성이나 자극을 주는 연기를 뿜었다는 점이다.
굴뚝은 11세기나 12세기에 북유럽에서 발명되어 연기 문제를 크게 해결했다.

## 참조
1. 1 2  EPA, "BurnWise: Consumers - health effects", epa.gov, Retrieved March 3.
2. ↑  “Washington's Department of Ecology, "Health Effects of Wood Smoke", 1997, Retrieved February 3 2012” (PDF). 2012년 4월 10일에 원본 문서 (PDF)에서 보존된 문서. 2012년 12월 4일에 확인함.

## 같이 보기
- 바닥밑 난방(en:Underfloor heating)
- 대류 난방기(en:Convection heater)
- 라디에이터
- 보일러
- 코타츠
- 이로리
- 난로
  - 석유난로
  - 전기난로
- 온돌
- 강
- 화로
- 하이포코스트
- 전기장판
- 중앙 난방